# 南城街道 (枣阳市)
南城街道，是中华人民共和国湖北省襄阳市枣阳市下辖的一个乡镇级行政单位。

## 行政区划
南城街道下辖以下地区：
史岗社区、沙店社区、砖瓦社区、霍庄社区、梁集社区、政法街社区、李家桥社区、惠湾社区、宋湾社区、王家湾社区、民营区社区、惠岗村、段湾村、后湖村、毛河村、董岗村、李家庄村、高寨村、彭岗村、耿畈村、中陈岗村、曹岗村、舒庙村、太平岗村、严湾村、毛岗村和农业局张湾村。